# Paracoptops toxopoei
Paracoptops toxopoei là một loài bọ cánh cứng trong họ Cerambycidae.